# Eduardo Ladislao Holmberg

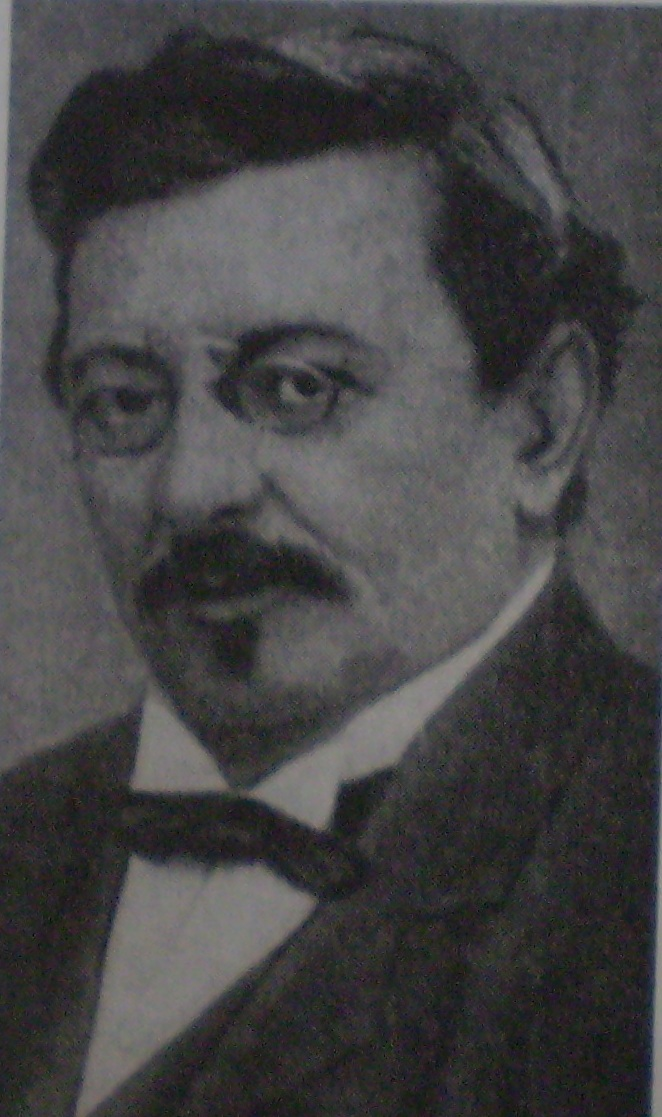
Eduardo Ladislao Holmberg

Eduardo Ladislao Holmberg (* 27. Juni 1852 in Buenos Aires; † 4. November 1937) war ein argentinischer Biologe, Arzt, Forschungsreisender und Schriftsteller. Sein offizielles botanisches Autorenkürzel lautet „E. Holmb.“
Er war der Enkel von Eduard Ladislas Kaunitz, Baron von Holmberg (1778–1853), ein österreichischer Offizier, der im argentinischen Unabhängigkeitskrieg kämpfte, und Sohn von Eduardo Wenceslao Holmberg (1815–1875), der ebenfalls beim argentinischen Militär war und außerdem Botaniker. Holmberg studierte Medizin in Buenos Aires mit dem Abschluss 1880, praktizierte aber nie als Arzt. Er interessierte sich für Botanik und Entomologie und studierte auf Reisen in Argentinien die dortige Fauna und Flora. Anfangs waren ein Schwerpunkt seiner Forschung Spinnen. Er reiste schon in den frühen 1870er Jahren nach Patagonien und begleitete auch die Wüstenkampagne. Holmberg arbeitete mit Florentino Ameghino zusammen.
1888 wurde er Direktor des Zoos in Buenos Aires.
Er war auch Schriftsteller und veröffentlichte als einer der Ersten in Südamerika Science-Fiction.

## Schriften
- Viajes por la Patagonia, 1872
- Resultados científicos, especialmente zoológicos y botánicos de los tres viajes llevados a cabo en 1881, 1882 y 1883 a la sierra de Tandil
- Viaje a Misiones, Buenos Aires 1887
- El joven coleccionista de historia natural en la argentinia, Buenos Aires 1905
- Excursiones bonaerenses. Col. Viajeros olvidados. Editorial Albatros. Buenos Aires 2008